# Lisa Weagle
Lisa Weagle est une curleuse canadienne née le 24 mars 1985 à Ottawa, au Canada.

## Biographie
Lisa Weagle est médaillée de bronze au Championnat du monde de curling féminin 2013 à Riga et médaillée d'argent au  Championnat du monde de curling féminin 2014 à Saint-Jean. Elle remporte avec son équipe, la médaille d'or au Championnat du monde de curling féminin 2017 à Pékin.